# Krišjānis Barons
Krišjānis Barons (Strutele, 19 de outubro de 1835 – Riga, 8 de março de 1923) foi um escritor e folclorista letão.

## Biografia
foi um escritor letão que é conhecido como o "pai dos dainas" (em letão: "Dainu tēvs" ), em grande parte graças à sua sistematização das canções folclóricas letãs e seu trabalho em preparando seus textos para publicação em Latvju dainas. Seu retrato apareceu na nota de 100 lats antes de o Lat ser substituído pelo Euro em 2014, sendo ele o único rosto humano de uma pessoa real na moeda letã moderna. Barons foi muito proeminente entre os jovens letões, e também um importante escritor e editor.